# Батвајлер
Батвајлер (њем. Battweiler) општина је у њемачкој савезној држави Рајна-Палатинат. Једно је од 84 општинска средишта округа Југозападни Палатинат. Према процјени из 2010. у општини је живјело 743 становника. Посједује регионалну шифру (AGS) 7340202.

## Географски и демографски подаци
Батвајлер се налази у савезној држави Рајна-Палатинат у округу Југозападни Палатинат. Општина се налази на надморској висини од 310 метара. Површина општине износи 5,7 km². У самом мјесту је, према процјени из 2010. године, живјело 743 становника. Просјечна густина становништва износи 131 становника/km².